# Монтегабионе
Монтегабио̀не (на италиански: Montegabbione) е село и община в Централна Италия, провинция Терни, регион Умбрия. Разположено е на 594 m надморска височина. Населението на общината е 1256 души (към 2010 г.).